# Hauwa Ibrahimová
Hauwa Ibrahimová (* 1968) je nigerijská právnička, přední advokátka obhajující ve své zemi lidská práva.
Mimo jiné obhajuje ženy odsouzené k ukamenování za cizoložství podle islámského práva šaría. V roce 2005 jí byla udělena Sacharovova cena za svobodu myšlení.